# Edmund Wełdycz
Edmund Adolf Wełdycz (ur. 18 sierpnia 1880 w Stryju, zm. 11 marca 1948) – pułkownik audytor Wojska Polskiego.

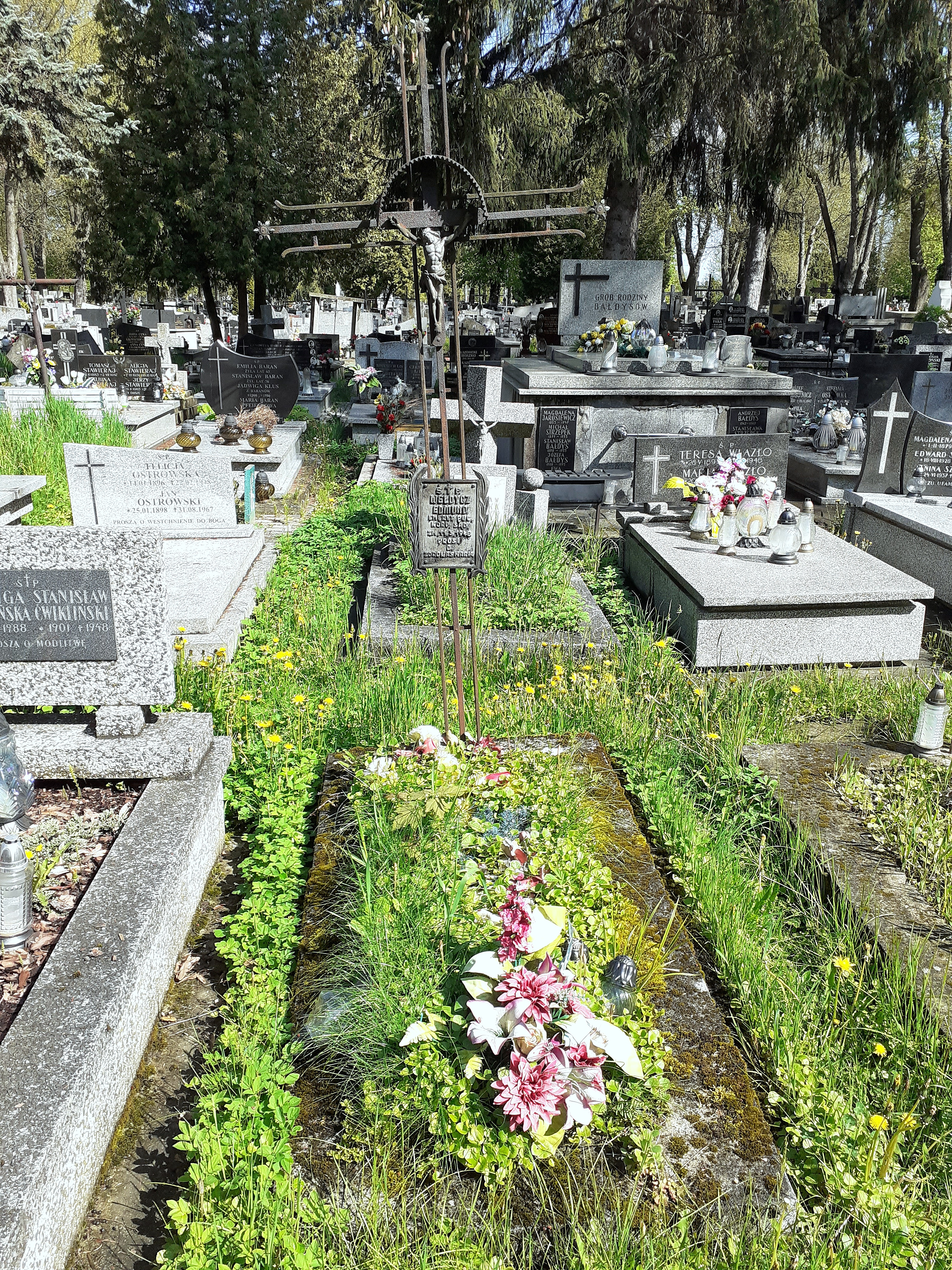
Grób Edmunda Wełdycza

## Życiorys
Urodził się 18 sierpnia 1880 w Stryju. W 1899 zdał egzamin dojrzałości w C. K. Wyższym Gimnazjum w Kołomyi. Ukończył studia prawnicze. Od około 1907 był auskultantem przy C. K. Sądzie Obwodowym w Kołomyi. Następnie, od około 1910 był sędzią w C. K. Sądzie Powiatowym w Gwoźdźcu, a od około 1913 sędzią w C. K. Sądzie Powiatowym w Śniatyniu.
W rezerwie piechoty C. K. Armii został mianowany kadetem z dniem 1 stycznia 1908. Był przydzielony do 24 pułku piechoty z Kołomyi. Następnie został przeniesiony do C. K. Obrony Krajowej i mianowany podporucznikiem piechoty z dniem 1 stycznia 1911 w grupie nieaktywnych, a następnie w rezerwie. W tym charakterze posiadał przydział do 36 pułku piechoty. Od około 1913/1914 pozostawał w charakterze podporucznika piechoty w stosunku ewidencji. Podczas I wojny światowej w C. K. Obronie Krajowej został awansowany na stopień porucznika piechoty w stosunku ewidencji z dniem 1 maja 1915. Między 1916 a 1918 został zweryfikowany w stopniu porucznika audytora z dniem 1 maja 1915 w stosunku ewidencji w korpusie oficerów służby sądowej C. K. Obrony Krajowej.
Po odzyskaniu przez Polskę niepodległości został przyjęty do Wojska Polskiego. W stopniu kapitana jako audytor służył w strukturze Sądu Polowego we Lwowie. Około 1919/1920 był w stopniu majora. Dekretem z 22 maja 1920 został zatwierdzony w stopniu podpułkownika w korpusie sądowym z dniem 1 kwietnia 1920. Zweryfikowany w tym stopniu ze starszeństwem z 1 czerwca 1919. 28 kwietnia 1922 został członkiem Oficerskiego Trybunału Orzekającego. W 1923 był kierownikiem referatu w Departamencie IX Sprawiedliwości Ministerstwa Spraw Wojskowych. W 1924, 1926 był prokuratorem Prokuratury przy Wojskowym Sądzie Okręgowym Nr IX w Brześciu. Z dniem 15 maja 1926 został przydzielony do Prokuratury przy Wojskowym Sądzie Okręgowym nr III w Wilnie na stanowisko prokuratora. 1 stycznia 1928 został mianowany pułkownikiem ze starszeństwem z 1 stycznia 1928 i 4. lokatą w korpusie oficerów sądowych. 24 kwietnia 1928 Prezydent RP zwolnił go ze stanowiska prokuratora przy wojskowych sądach okręgowych i mianował sędzią orzekającym w wojskowych sądach okręgowych, a minister spraw wojskowych przeniósł z Prokuratury przy WSO Nr III do Wojskowego Sądu Okręgowego Nr III na stanowisko szefa sądu. 24 kwietnia 1929 Prezydent RP mianował go sędzią Najwyższego Sądu Wojskowego, a minister spraw wojskowych przeniósł z WSO Nr III do Najwyższego Sądu Wojskowego w Warszawie na stanowisko sędziego. Z dniem 28 lutego 1931 został przeniesiony w stan spoczynku. W 1934, w stopniu pułkownika,  w stanie spoczynku, figurował w ewidencji Powiatowej Komendy Uzupełnień Warszawa Miasto III.
Zmarł 11 marca 1948 i został pochowany na cmentarzu komunalnym w Rzeszowie (sektor X-8-14).

## Ordery i odznaczenia
- Złoty Krzyż Zasługi (17 marca 1930)[38]

- Brązowy Medal Zasługi Wojskowej na wstążce Krzyża Zasługi Wojskowej (Austro-Węgry, przed 1918)[17]
- Brązowy Medal Jubileuszowy Pamiątkowy dla Sił Zbrojnych i Żandarmerii (Austro-Węgry, przed 1912)[5]
- Medal Jubileuszowy Pamiątkowy dla Cywilnych Funkcjonariuszów Państwowych (Austro-Węgry, przed 1912)[5]
- Krzyż Jubileuszowy dla Cywilnych Funkcjonariuszów Państwowych (Austro-Węgry, przed 1912)[5]